# Klingenpfad

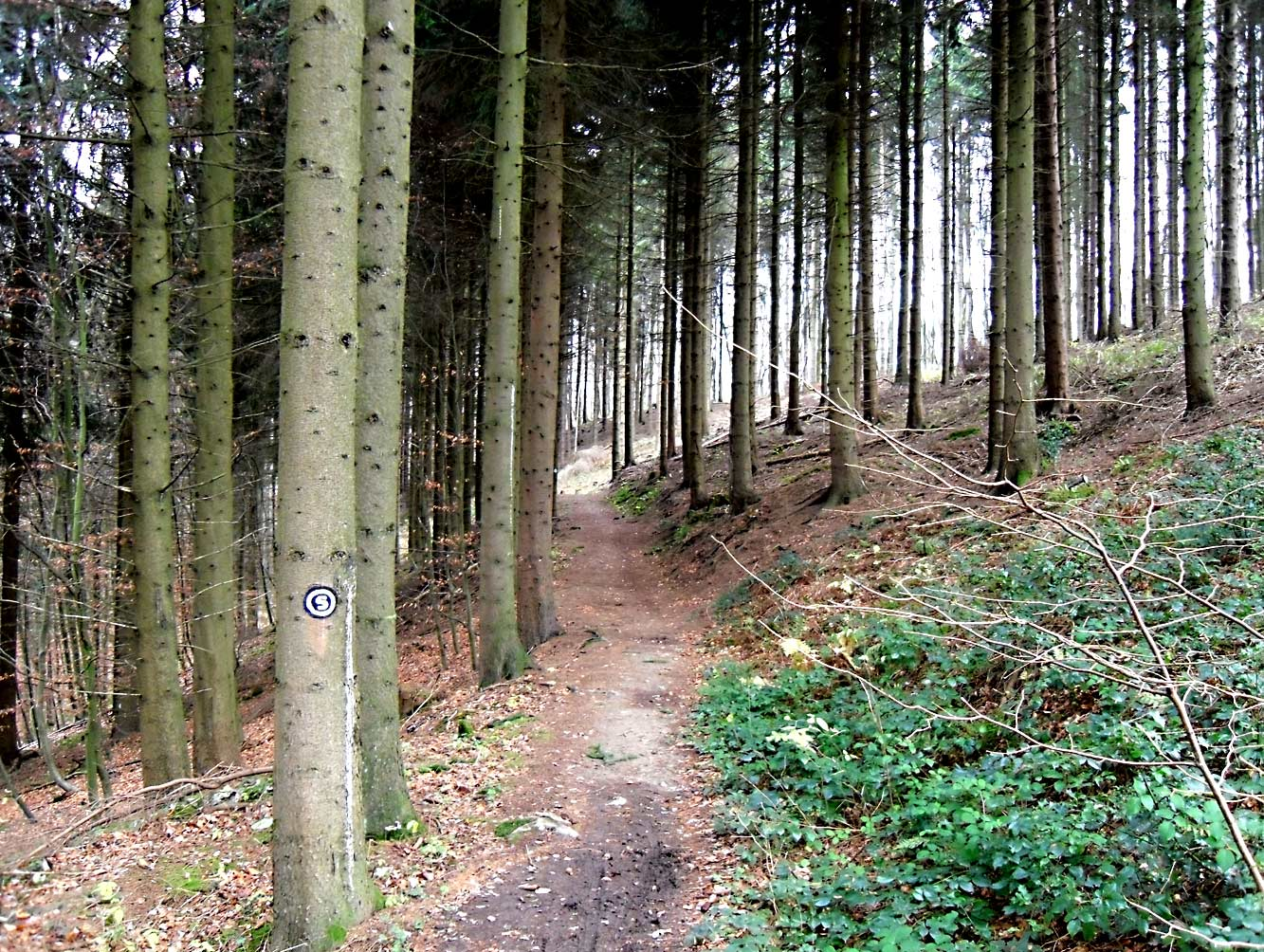
Waldabschnitt des Klingenpfads

Der Klingenpfad ist ein Rundwanderweg, der die gesamte Stadt Solingen umschließt. Er besitzt als Wegzeichen ein S im Kreis (Solinger Rundweg).

## Allgemeines
Die Länge des Wanderwegs beträgt heute knapp 75 Kilometer. Aufgrund der seit dem Mittelalter in ganz Europa gerühmten Solinger Schneidwarenindustrie wurde der Wanderweg Klingenpfad getauft. Die Auffrischung der Wegzeichen erfolgt in regelmäßigen Abständen durch die Ortsabteilung Solingen des Sauerländischen Gebirgsvereins.
Der Pfad kann etappenweise bewältigt werden, die Stadt Solingen weist beginnend – am Gräfrather Markt – insgesamt neun Etappen aus. Der Klingenpfad ist beidseitig beschildert, empfohlen wird das Wandern im Uhrzeigersinn. In regelmäßigen Abständen befinden sich geeignete Unterkünfte und Einkehrmöglichkeiten sowie Anschlüsse an den öffentlichen Personennahverkehr in Solingen.
Der Klingenpfad gilt als einer der schönsten und abwechslungsreichsten Wanderwege im Bergischen Land. Beschauliche Pfade durch Wälder, über Höhenzüge und vorbei an historisch bedeutsamen Punkten prägen das Bild dieser behutsam in die Natur eingebetteten Wanderstrecke.

## Geschichte
Die Entstehung des Klingenpfads ist vor dem Hintergrund der wachsenden Heimatbewegung im frühen 20. Jahrhundert zu sehen, bei der in der lokalen Bevölkerung das Bewusstsein für die touristischen Ziele der Region geweckt werden sollte. Dies galt in Solingen für die Schönheit der regionalen Natur ebenso wie für bedeutende Bauwerke und Sehenswürdigkeiten der Stadt wie die 1903 eingeweihte Sengbachtalsperre. Im Jahre 1929 entstand durch den Zusammenschluss der fünf zuvor selbständigen Städte (Alt-)Solingen, Höhscheid, Gräfrath, Wald und Ohligs die neue Großstadt Solingen. Die Idee zur Schaffung eines Wanderwegs, der die neue Großstadt umrundete, sollte neben den Zielen der Tourismusförderung auch eine die neue Großstadt verbindende Bedeutung haben. 
Die Errichtung des Klingenpfads fiel ab 1933 in die Zeit nach der Machtübernahme der Nationalsozialisten. Der Solinger Verkehrsverein übernahm mit Unterstützung der Solinger Stadtverwaltung die planerischen Arbeiten für den Verlauf und die Gestaltung. Die praktischen Arbeiten zur Errichtung des zunächst 60 Kilometer langen Wanderwegs wurden als Arbeitsbeschaffungsmaßnahme des nationalsozialistischen Regimes mit zwei Jahren Bauzeit bis 1935 durch Erwerbslose durchgeführt. An die Umstände der Errichtung erinnert ein Denkmal entlang des Weges nahe der Müngstener Brücke. Die offizielle Einweihung des Klingenpfads erfolgte am 19. Mai 1935 im Rahmen einer Werbewoche, bei der Pressevertretern und regionalen Busunternehmern die landschaftlichen Schönheiten der Stadt bekannt gemacht wurden.:11
Am 1. Januar 1975 wurde durch das Düsseldorf-Gesetz die Gemeinde Burg an der Wupper sowie Höhrath und Strohn nach Solingen eingemeindet, wodurch das Stadtgebiet im südöstlichen Bereich deutlich anwuchs. Der Klingenpfad wurde daher in der Folgezeit um 15 Kilometer rund um den neuen Stadtteil Burg erweitert.

## Verlauf
Im Uhrzeigersinn führt der Klingenpfad vom historischen Gräfrather Marktplatz zum höchsten Punkt Solingens am Lichtturm, folgt der Wupper an Kohlfurth und Schaberg vorbei, unter der Müngstener Brücke hindurch, bis Burg an der Wupper, erklimmt den Höhenzug nach Remscheid-Westhausen, durchquert das Eschbachtal und erklimmt den Berg hoch nach Schloss Burg, umrundet auf Uferwegen die Sengbachtalsperre und erklimmt hinter Glüder den Pfaffenberg. In den Hängen des Wuppertals werden entlang dem Fluss zahlreiche historische Schleifkotten (u. a. die heutigen Schleifermuseen Balkhauser Kotten und Wipperkotten), sowie die Ortschaften Wupperhof, Oben- und Untenrüden, das Weinsberger Bachtal, Wippe und Haasenmühle und die Burgen Haus Hohenscheid und Haus Nesselrath passiert. Im Stadtteil Ohligs befindet sich am Wegesrand das Schloss Hackhausen und nach Durchquerung der Ohligser Heide und des Stadtteils Ohligs wird das Schloss Caspersbroich am Bach Itter erreicht sowie anschließend die Heidberger Mühle passiert. Entlang der Itter geht es über Eschbach und das Blumental zurück nach Gräfrath.